# Lotay Tshering
Lyonpo Dr. Lotay Tshering (Gewog de Mewang, 10 de mayo de 1969) es un político y médico butanés, líder del partido Druk Nyamrup Tshogpa desde 14 de mayo de 2018 y primer ministro desde 2018 a 2023.
El Dr. Lotay Tshering fue elegido primer ministro de Bután en las elecciones generales de 2018, derrotando a los dirigentes de los partidos más grandes de Bután: Pema Gyamtsho del Partido Paz y Prosperidad de Bután y Tshering Tobgay del Partido Democrático del Pueblo.

## Primeros años y educación
El Dr. Lotay Tshering nació el 10 de mayo de 1969 en la aldea de Dolakha, gewog de Mewang, Distrito de Timbu, en el seno de una familia humilde. Asistió a Punakha High School y a Sherubtse College, del cual egresó. En 2001 se graduó del Mymensingh Medical College de la Universidad de Daca como Licenciado en Medicina y Lienciado en Cirugía. Realizó el curso de posgrado en cirugía de la Universidad Médica Bangabandhu Sheikh Mujib en Daca, Bangladés.
En 2007, estudió Urología en el Medical College of Wisconsin, Estados Unidos, con una beca de la Organización Mundial de la Salud. Cuando regresó a Bután, era el único urólogo capacitado en ejercicio en su país. En 2010, obtuvo una beca en Endourología en el Hospital General de Singapur y la Universidad de Okayama en Japón. En 2014 obtuvo una Maestría en Administración de Empresas de la Universidad de Canberra.

## Carrera profesional
El Dr. Lotay Tshering se trabajó como cirujano consultor en el Hospital nacional de referencia de Timbu (JDWNRH) y en el Hospital regional de referencia de Mongar. Asimismo, trabajó como urólogo consultor en JDWNRH durante 11 años.

## Carrera política
Tshering disputó las elecciones a la Asamblea Nacional de 2013, pero su partido fue eliminado en la ronda primaria. El 14 de mayo de 2018, Tshering recibió 1.155 votos y fue elegido presidente del Druk Nyamrup Tshogpa (DNT) solo cinco meses antes de la Tercera Elección de la Asamblea Nacional.
En las elecciones generales de 2018 fue elegido asambleísta de la Asamblea Nacional por la circunscripción electoral de Timbu del Sur; obtuvo 3.662 votos, derrotando a Kinley Tshering, candidato del DPT. Su partido ganó el mayor número de escaños de la Cámara, por lo que se convirtió en primer ministro de Bután, llevando a Druk Nyamrup Tshogpa al gobierno por primera vez.

## Primer ministro de Bután
El 7 de noviembre de 2018, reemplazó a Tshering Tobgay y prestó juramento como el tercer primer ministro de Bután elegido democráticamente. El 27 de diciembre realizó una visita oficial de tres días a la India, en su primer viaje al extranjero en calidad de Jefe de Gobierno.

### Gabinete
Tshering anunció sus 10 ministros de gabinete el 3 de noviembre de 2018.
| Ministerio                                  | Nombre                     |
| ------------------------------------------- | -------------------------- |
| Ministerio de Asuntos Exteriores            | Lyonpo Tandi Dorji         |
| Ministerio de Interior y Asuntos Culturales | Lyonpo Sherub Gyeltshen    |
| Ministerio de Agricultura y Bosques         | Lyonpo Yeshey Penjor       |
| Ministerio de Información y Comunicación    | Lyonpo Karma Donnen Wangdi |
| Ministerio de Salud                         | Lyonpo Dechen Wangmo       |
| Ministerio de Economía                      | Lyonpo Loknath Sharma      |
| Ministerio de Hacienda                      | Lyonpo Namgay Tshering     |
| Ministerio de Trabajo y Recursos Humanos    | Lyonpo Ugyen Dorji         |
| Ministerio de Educación                     | Lyonpo Jai Bir Rai         |
| Ministerio de Obras y Asentamientos Humanos | Lyonpo Dorji Tshering      |

## Vida privada
Tshering, pertenece al pueblo Lotshampa de habla nepalí. Está casado con una médico, Ugyen Dema. El matrimonio tiene una hija, y adoptó a un niño y una niña durante su mandato en el Hospital regional de referencia de Mongar.

## Distinciones honoríficas

### Distinciones honoríficas butanesas
- Miembro de la Orden del Amado del Dragón Trueno (17/12/2017).[21][22]
- Real Kabney Naranja (07/11/2018).[23]
- Real Kabney Roja (17/12/2020).[24]